# Mungeli
Mungeli é uma cidade e um município no distrito de Bilaspur, no estado indiano de Chhattisgarh.

## Geografia
Mungeli está localizada a 22° 04′ N, 81° 41′ L. Tem uma altitude média de 288 metros (944 pés).

## Demografia
Segundo o censo de 2001, Mungeli tinha uma população de 27 387 habitantes. Os indivíduos do sexo masculino constituem 52% da população e os do sexo feminino 48%. Mungeli tem uma taxa de literacia de 69%, superior à média nacional de 59,5%: a literacia no sexo masculino é de 78% e no sexo feminino é de 59%. Em Mungeli, 13% da população está abaixo dos 6 anos de idade.